# Roll on Texas Moon
Roll on Texas Moon è un film del 1946 diretto da William Witney.
È un musical western statunitense con Roy Rogers, George 'Gabby' Hayes e Dale Evans.

## Produzione
Il film, diretto da William Witney su una sceneggiatura di Paul Gangelin e Mauri Grashin con il soggetto di Jean Murray, fu prodotto da Edward J. White, come produttore associato, per la Republic Pictures e girato a Kernville in California. Il titolo di lavorazione fu Shine On, Texas Moon.

## Colonna sonora
- The Jumping Bean - scritta da Tim Spencer
- Roll On, Texas Moon - scritta da Jack Elliott
- What's Doing Tonight In Dreamland - scritta da Jack Elliott
- Wontcha Be a Friend of Mine - scritta da Jack Elliott

## Distribuzione
Il film fu distribuito negli Stati Uniti dal 12 settembre 1946 al cinema dalla Republic Pictures. È stato distribuito anche in Brasile con il titolo Luar do Sertão Texano.

## Promozione
Le tagline sono:
- "ACTION! MUSIC! ROMANCE BUSTIN' OUT ALL OVER!...when Roy Rogers busts up a range war!".
- "UNDER A TEXAS MOON! Outlaws...romance and music ride the range! ".
- "ROY BLAZES A TRAIL ACROSS THE WEST...it's action, romance and music at their very best!".
- "THE PLAINS ROAR WITH ROMANTIC EXCITEMENT!...'cause Roy's back in a tuneful...action-full...adventure-full tale!".
- "Roy Goes Into Action!... To Smash Outlaws Of The Range... and Sing Your Western Favorites!".